# Brasão de Jundiaí

Brasão de armas

O Brasão de Jundiaí,  foi desenhado na década de 1920 por Afonso de Taunay, historiador e, na época, diretor do Museu do Ipiranga, em São Paulo.
A frase ao pé do escudo está escrita em latim “Etiam per me Brasilia Magna”: "Também graças a mim o Brasil tornou-se grande". "Os peixes que ocupam o rio explicam o nome da cidade, são os jundiás, espécie de bagre, que foram abundantes nas águas da região. A exaltação da natureza pode ser encontrada na referência às matas e na imagem folclorizada do índio que se encontra em meio a ela. A roda dentada se refere ao processo de industrialização e as parreiras de uva e ramos de café à agricultura da cidade. Quanto às datas, indicam a fundação (1615) e a elevação à categoria de Vila (1655)", de acordo com o site oficial da cidade.
Foi em 28 de março de 1865 que a cidade emancipou-se à categoria de município.